# Communauté d'agglomération du Pays voironnais
Ne doit pas être confondu avec Voironnais Chartreuse.
La communauté d'agglomération du Pays voironnais, souvent raccourcie en Pays voironnais, est une communauté d'agglomération française centrée autour de la ville de Voiron dans le département de l'Isère.

## Historique
- 1974, le SMAV (Syndicat mixte d'aménagement du Voironnais). Ses actions sont centrées sur :
  - la gestion des déchets ménagers (collecte et traitement) ;
  - l'alimentation en eau potable et le retraitement des eaux usées ;
  - des actions sociales en faveur des jeunes, des bénéficiaires du RMI, des personnes âgées et handicapées (formation en particulier) ;
  - l'amélioration de l'habitat.
- 1994, la communauté de communes (CCPV). Son action évolue vers un renforcement économique.
- 2000, la communauté d'agglomération. L'intervention de la Communauté du Pays voironnais (CAPV) s'articule autour de quatre compétences phares :
  - le développement économique ;
  - l'aménagement de l'espace communautaire ;
  - l'environnement et le cadre de vie ;
  - l'égalité des chances et la solidarité territoriale.

Afin de mieux harmoniser les atouts économiques des communes de la communauté d'agglomération, le Pays voironnais a mis en place un taux unique pour la taxe professionnelle, qu'elle touche intégralement. Les communes reçoivent, elles, le bénéfice des impôts des ménages. Cependant, avec la suppression de la taxe professionnelle, la communauté a mis en place d'autres systèmes de recettes, comme la taxe sur les entreprises, qui provoque des débats sur l'imposition des PME du Pays voironnais (notamment l'imposition des petits commerçants).
- 2013 : le label « Pays d’art et d’histoire » (Pah) Lac de Paladru - les Trois Vals, est étendu à toute la communauté d'agglomération du Pays voironnais[1], qui a un important patrimoine archéologique, architectural et paysager[2], et concerne les 34 communes plus Virieu. La convention est signée le 25 avril 2013[3] par le préfet de l’Isère et le président de la communauté d’agglomération.
- 2016 : La Bâtie-Divisin quitte l'intercommunalité en fusionnant au sein de la commune nouvelle des Abrets en Dauphiné, qui choisit d'intégrer la communauté de communes Bourbre-Tisserands, puis la communauté de communes Les Vals du Dauphiné.
- 2017 : la commune nouvelle de La Sure en Chartreuse regroupe les communes de Pommiers-la-Placette et Saint-Julien-de-Raz et celle de Villages du Lac de Paladru, les communes de  Paladru et du Pin.

## Territoire communautaire

### Géographie
Le territoire de la communauté d'agglomération du Pays voironnais est marqué par un relief très contrasté : l’altitude varie de 180 mètres (à Tullins) au bord de l'Isère jusqu’à 1920 mètres (à La-Sure-en-Chartreuse), au sommet de la Grande Sure. Entre ses deux extrémités ce territoire présente un ensemble de plateaux et de collines et qui accueille principalement la ville-centre de Voiron.

### Composition
La communauté d'agglomération est composée des 31 communes suivantes :

| Nom                        | Code Insee | Gentilé         | Superficie (km2) | Population (dernière pop. légale) | Densité (hab./km2) |
| -------------------------- | ---------- | --------------- | ---------------- | --------------------------------- | ------------------ |
| Voiron (siège)             | 38563      | Voironnais      | 21,9             | 21 604 (2022)                     | 986                |
| Bilieu                     | 38043      | Biliotins       | 6,71             | 1 601 (2022)                      | 239                |
| La Buisse                  | 38061      | Buissards       | 11,53            | 3 499 (2022)                      | 303                |
| Charancieu                 | 38080      | Charancillois   | 5,53             | 748 (2022)                        | 135                |
| Charavines                 | 38082      | Charavinois     | 7,52             | 2 014 (2022)                      | 268                |
| Charnècles                 | 38084      | Charnéclois     | 5,23             | 1 462 (2022)                      | 280                |
| Chirens                    | 38105      | Chirennois      | 17,53            | 2 510 (2022)                      | 143                |
| Coublevie                  | 38133      | Coublevitains   | 7,05             | 5 409 (2022)                      | 767                |
| Massieu                    | 38222      | Massieutins     | 10,46            | 757 (2022)                        | 72                 |
| Merlas                     | 38228      | Merlantins      | 15,64            | 466 (2022)                        | 30                 |
| Moirans                    | 38239      | Moirannais      | 20,06            | 7 573 (2022)                      | 378                |
| Montferrat                 | 38256      | Montferratois   | 12,26            | 1 839 (2022)                      | 150                |
| La Murette                 | 38270      | Muretins        | 4,22             | 1 838 (2022)                      | 436                |
| Réaumont                   | 38331      | Réaumontois     | 4,95             | 1 005 (2022)                      | 203                |
| Rives                      | 38337      | Rivois          | 10,93            | 6 599 (2022)                      | 604                |
| Saint-Aupre                | 38362      | Saint-Aupriens  | 11,93            | 1 200 (2022)                      | 101                |
| Saint-Blaise-du-Buis       | 38368      | Buissards       | 5,44             | 1 064 (2022)                      | 196                |
| Saint-Bueil                | 38372      | Saint-Bueillois | 3,81             | 707 (2022)                        | 186                |
| Saint-Cassien              | 38373      | Saint-Cassinois | 5,67             | 1 156 (2022)                      | 204                |
| Saint-Étienne-de-Crossey   | 38383      | Stéphanois      | 12,84            | 2 603 (2022)                      | 203                |
| Saint-Geoire-en-Valdaine   | 38386      | Saint-Geoiriens | 16,73            | 2 388 (2022)                      | 143                |
| Saint-Jean-de-Moirans      | 38400      | Saint-Jeannais  | 6,43             | 3 601 (2022)                      | 560                |
| Saint-Nicolas-de-Macherin  | 38432      | Macherinois     | 10,6             | 944 (2022)                        | 89                 |
| Saint-Sulpice-des-Rivoires | 38460      | Rivoirins       | 7,16             | 427 (2022)                        | 60                 |
| La Sure en Chartreuse      | 38407      | Cartusurois     | 27,73            | 1 060 (2022)                      | 38                 |
| Tullins                    | 38517      | Tullinois       | 28,79            | 7 657 (2022)                      | 266                |
| Velanne                    | 38531      | Velannois       | 8,04             | 568 (2022)                        | 71                 |
| Villages du Lac de Paladru | 38292      |                 | 21,24            | 2 614 (2022)                      | 123                |
| Voissant                   | 38564      | Voissigniauds   | 3,88             | 236 (2022)                        | 61                 |
| Voreppe                    | 38565      | Voreppins       | 28,65            | 9 845 (2022)                      | 344                |
| Vourey                     | 38566      | Voureysiens     | 6,88             | 1 694 (2022)                      | 246                |

### Démographie
| 1968   | 1975   | 1982   | 1990   | 1999   | 2010   | 2015   | 2021   |
| ------ | ------ | ------ | ------ | ------ | ------ | ------ | ------ |
| 54 552 | 60 007 | 68 510 | 75 561 | 82 980 | 90 259 | 93 303 | 95 590 |

## Administration

### Siège
Le siège de la communauté d'agglomération est situé à Voiron.

### Élus
Le conseil communautaire de la communauté d'agglomération se compose de 62 conseillers, représentant chacune des communes membres et élus pour une durée de six ans.
Ils sont répartis comme suit :
| Nombre de conseillers | Communes                         |
| --------------------- | -------------------------------- |
| 13                    | Voiron                           |
| 6                     | Voreppe                          |
| 5                     | Moirans                          |
| 4                     | Rives, Tullins                   |
| 3                     | Coublevie                        |
| 2                     | La Buisse, Saint-Jean-de-Moirans |
| 1 (+1 suppléant)      | les autres communes              |

### Présidence
| Période                                  | Période  | Identité       | Étiquette | Qualité                     |
| ---------------------------------------- | -------- | -------------- | --------- | --------------------------- |
| Les données manquantes sont à compléter. |          |                |           |                             |
| 2000                                     | 2001     | M. Rival       |           |                             |
| 2001                                     | 2008     | Gérard Simonet | UMP       |                             |
| 2008                                     | 2020     | Jean-Paul Bret | PRG       | Maire de Le Pin (1989-2020) |
| 2020                                     | En cours | Bruno Cattin   | DVD       | maire de Voissant (2014 → ) |

### Compétences
Les actions principales de la communauté d'agglomération du Pays voironnais portent sur :
- la gestion des déchets (collecte, tri et recyclage avec ses huit déchèteries) ;
- le traitement et l'acheminement de l'eau potable ;
- l'assainissement ;
- le respect et l'entretien des espaces naturels ;
- l'aménagement économique, le tourisme[8] ;
- la gestion des transports en commun (urbains et inter-urbains, via Pays voironnais Mobilité).

La communauté d'agglomération du Pays voironnais transfert au 1er janvier 2020 la compétence « mobilités partagées » (covoiturage, vélopartage, etc.) au nouveau Syndicat mixte des mobilités de l'aire grenobloise (SMMAG).

### Régime fiscal et budget
Le régime fiscal de la communauté d'agglomération est la fiscalité professionnelle unique (FPU).

## Réalisations et projets

### Réalisations
- Mise en place de la collecte séparée des déchets recyclables en 1998
- Régie publique de distribution d'eau potable
- Pôle de transports multimodal de la gare ferroviaire de Rives : parking à étage, arrêt de bus.
- Pôle de transports multimodal de la gare ferroviaire de Voiron : parking à étages type silo (Tisserands), arrêts de car et bus, guichet de billets de car, parking à vélos.
- Agrandissement de la zone commerciale des Blanchisseries à Voiron (grande distribution principalement)
- Aménagements touristiques au lac de Paladru
- Zone d'activités économiques près de la sortie d'autoroute de Rives (ZAE Bièvre-Dauphiné) en partenariat avec la communauté de Bièvre.
- Création d'une ressourcerie (dépôt-vente d'objets usagés) à La Buisse.
- Reprise du domaine de la Brunerie (ex-CREPS) à la suite de son transfert par l'État.
- Tarification des bus selon le quotient familial.

### Projets
- Création d'une légumerie, entreprise publique chargée d'acheter des légumes frais aux agriculteurs locaux, de les éplucher et les couper pour qu'ils soient prêts à l'emploi et revendus aux cantines scolaires ou autres structures de restauration collective.
- Rénovation des HLM publics (de Brunetière et Voreppe notamment).
- Participation au financement de la nouvelle bretelle d'autoroute de Moirans-Centr'Alp.
- Pôles de transports multimodaux à Moirans et Tullins.

## Galerie «Pays d’art et d’histoire»

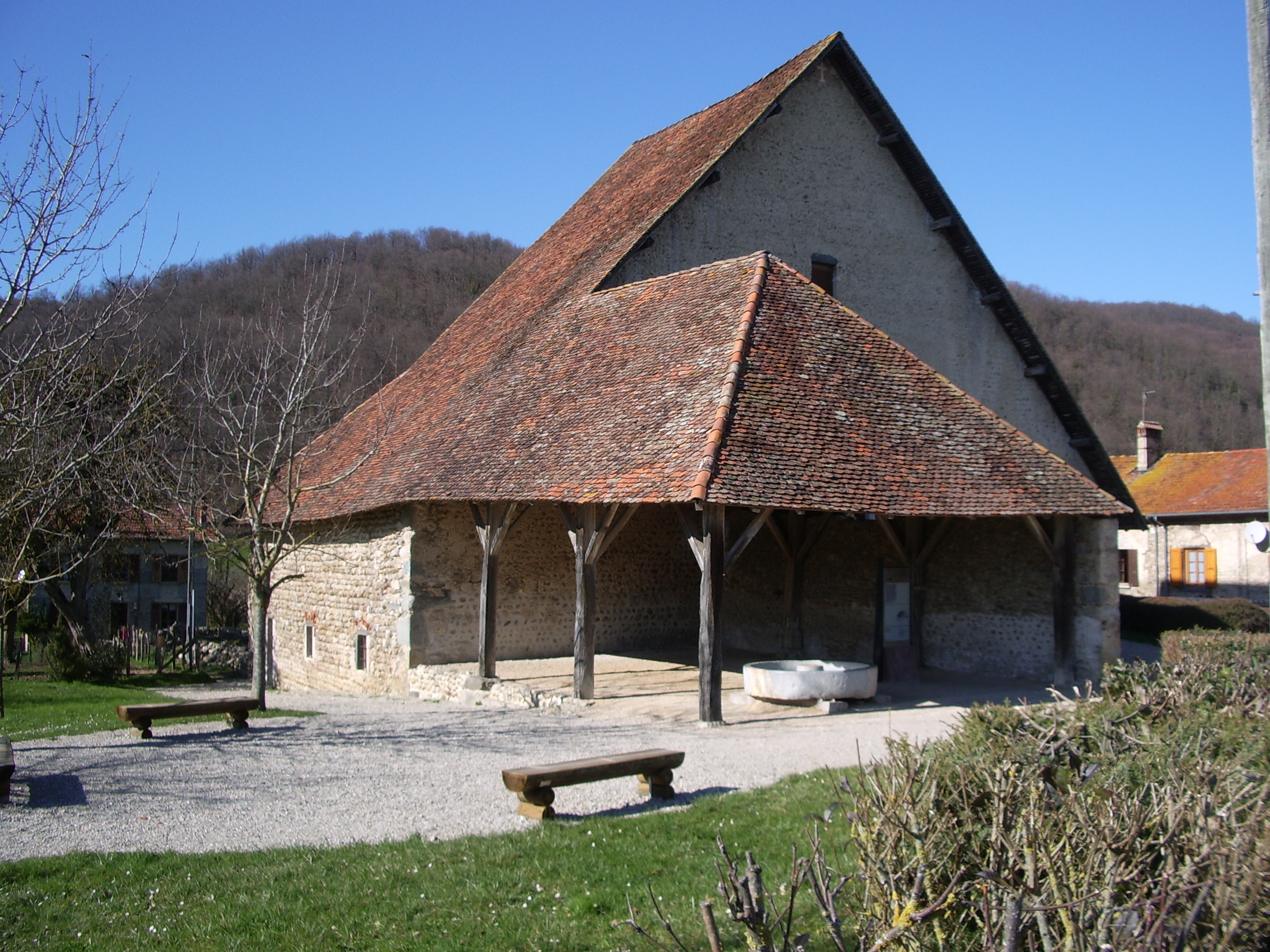
Grange Dimière de la silve bénite, Le Pin
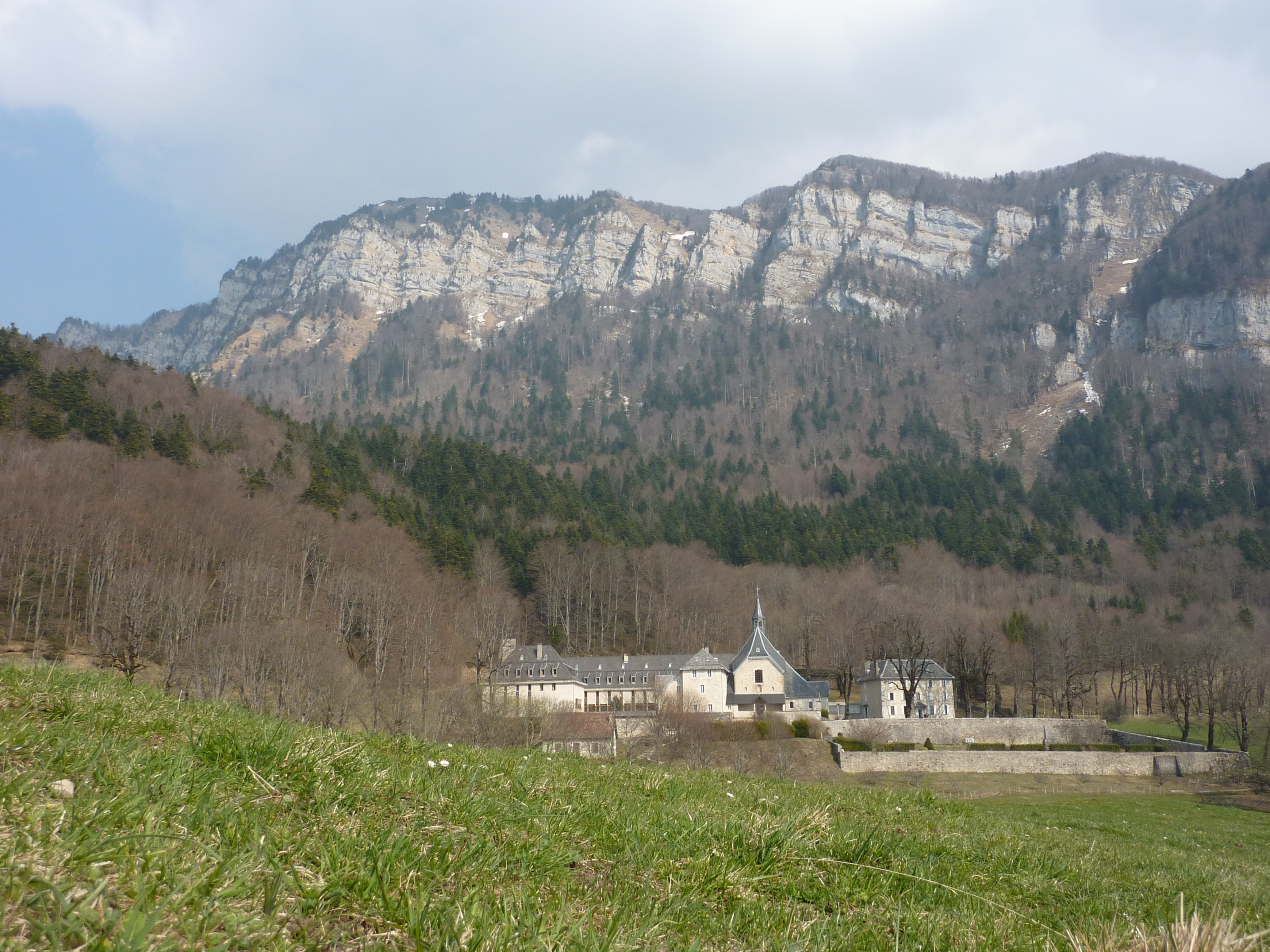
Abbaye Notre-Dame-de-Chalais, Voreppe
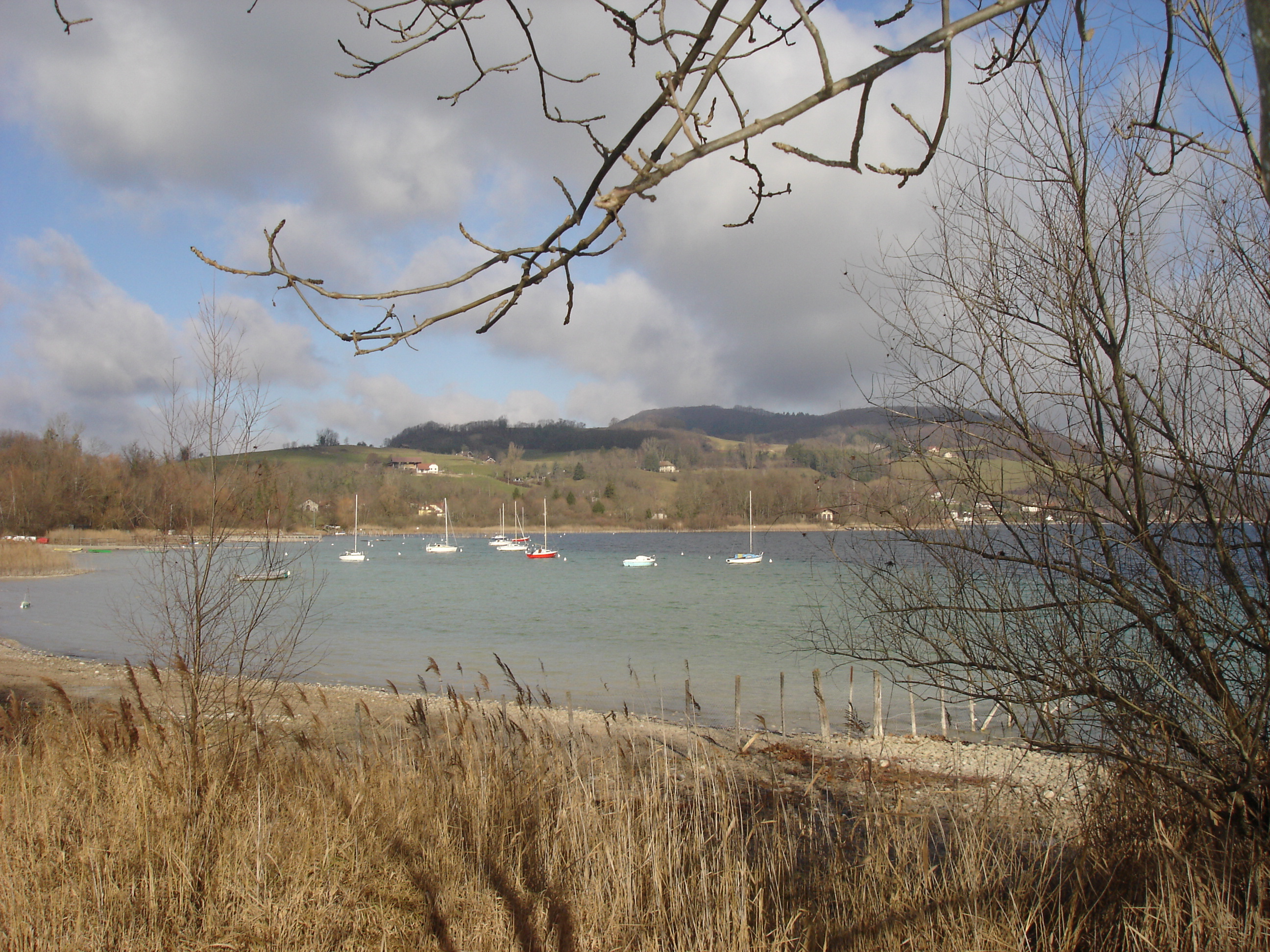
Lac de Paladru
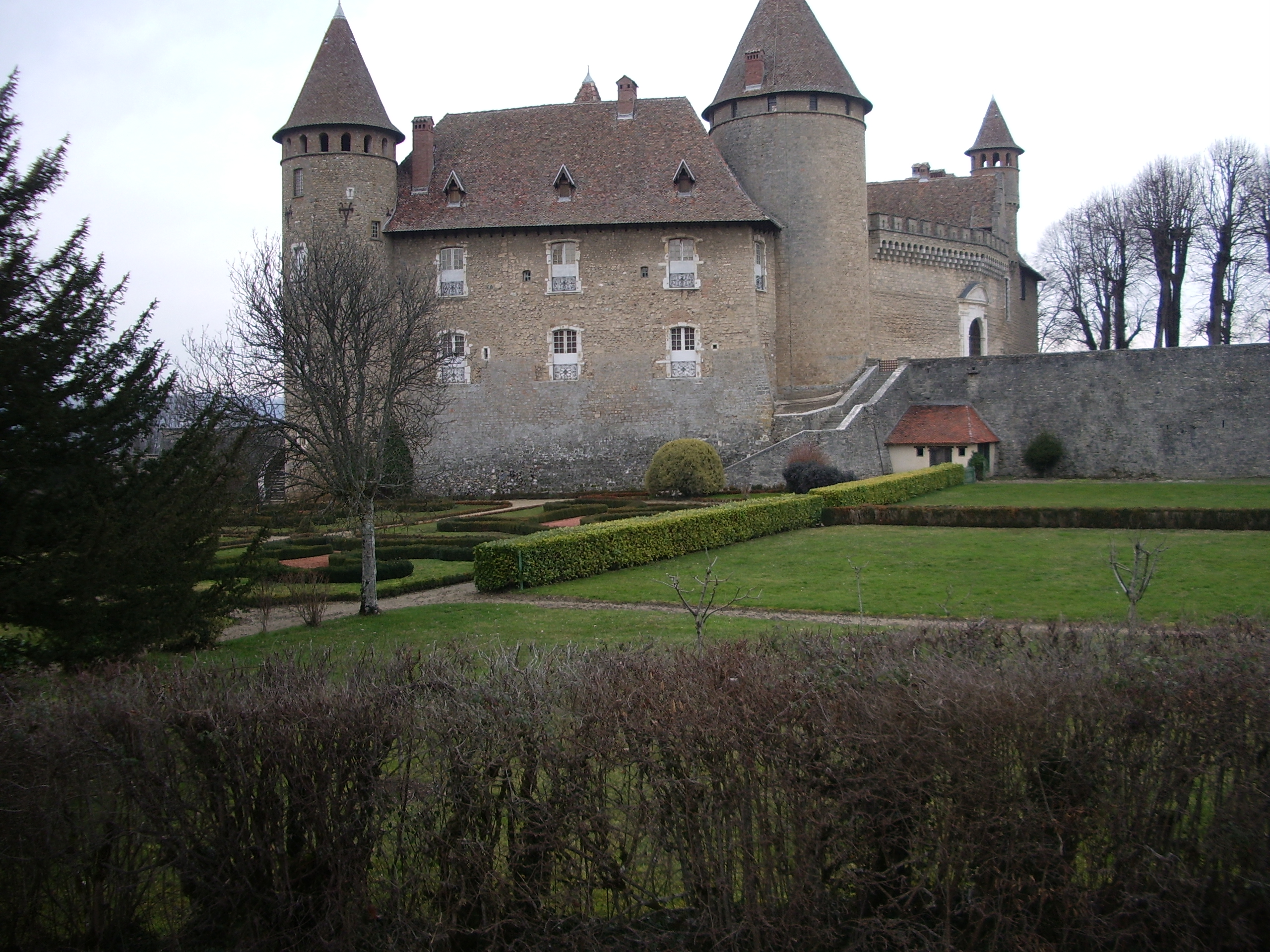
Château de Virieu
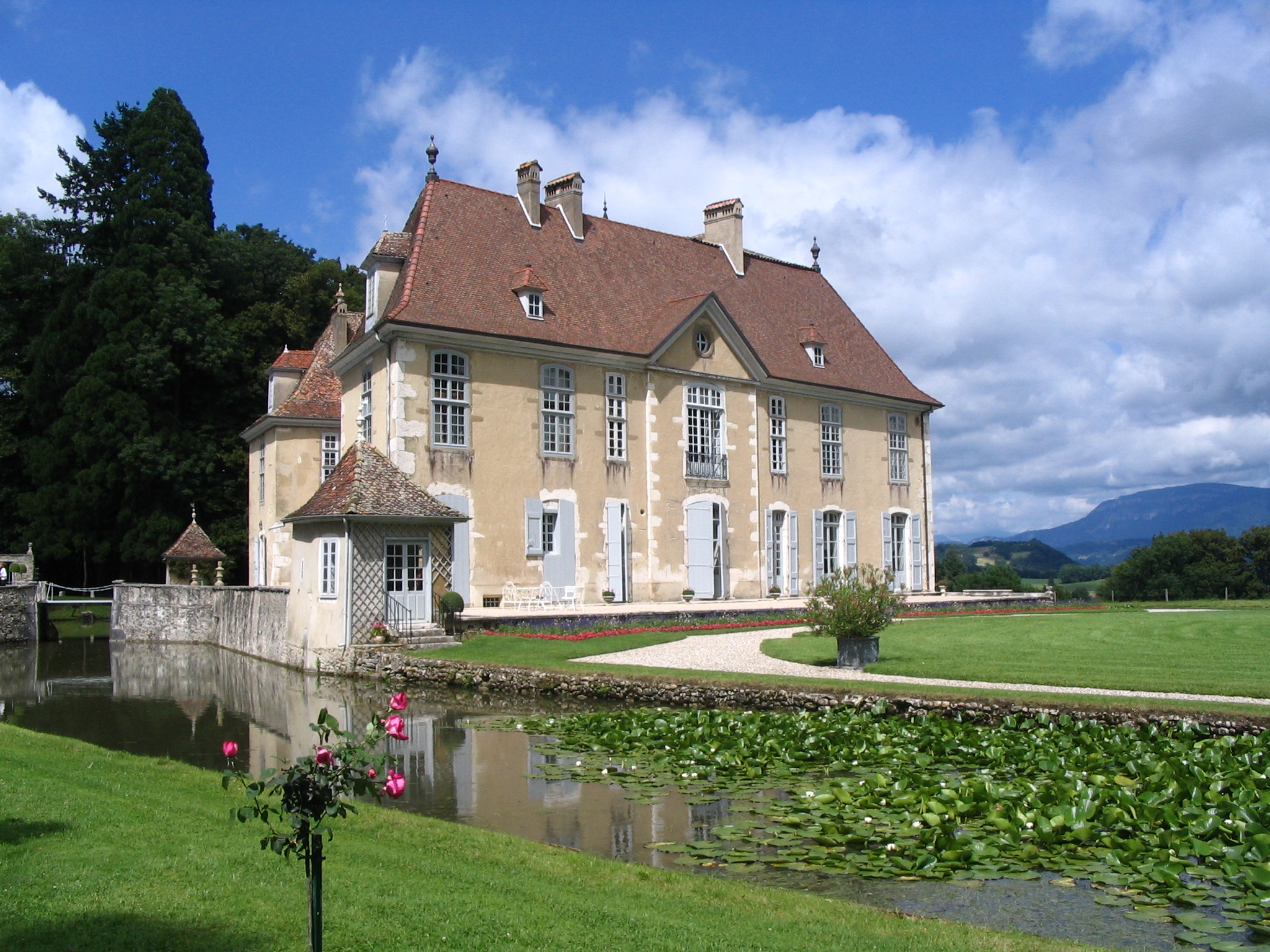
Château de Longpra
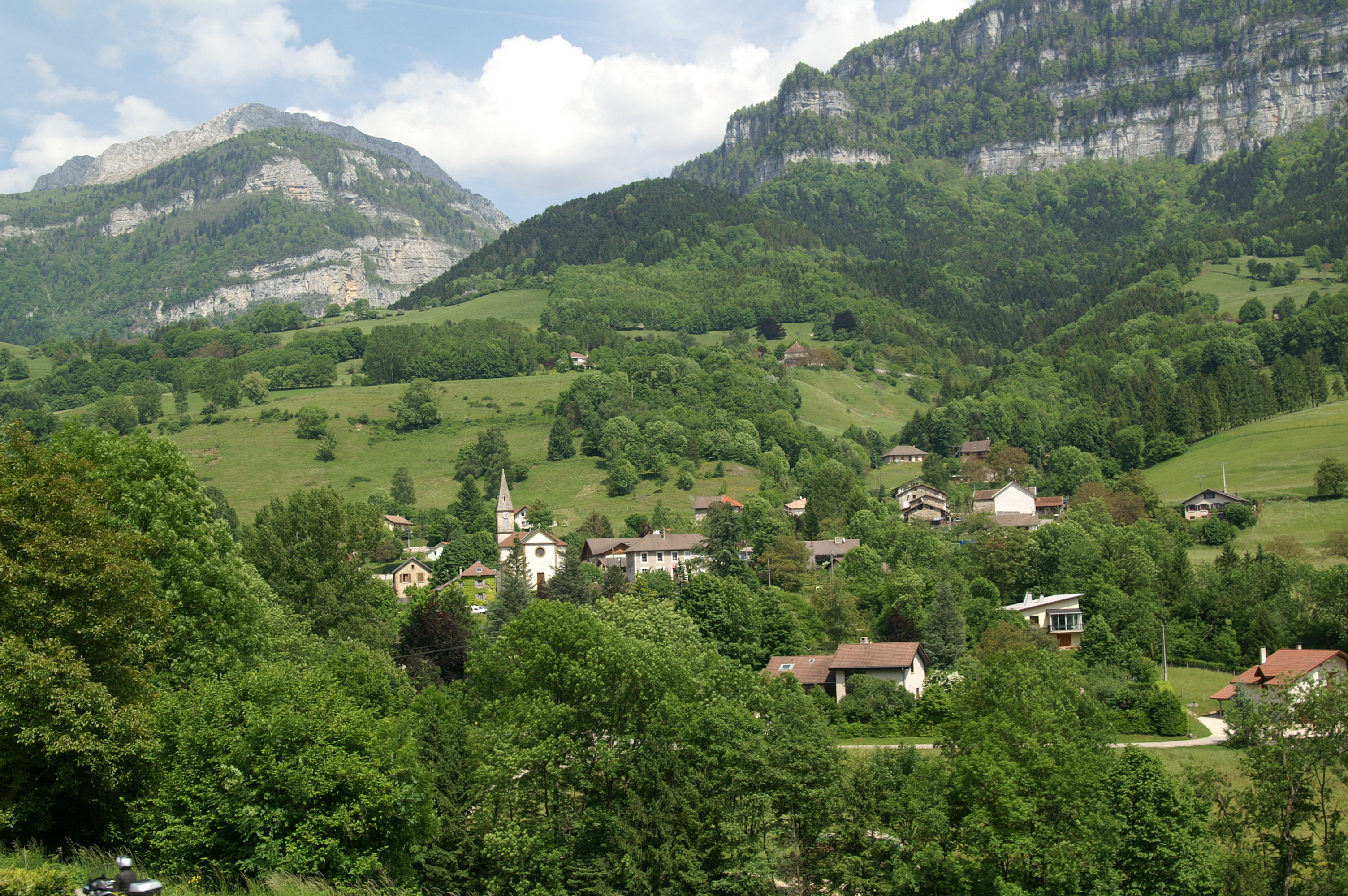
Pommiers-la-Placette dans le Parc naturel régional de Chartreuse
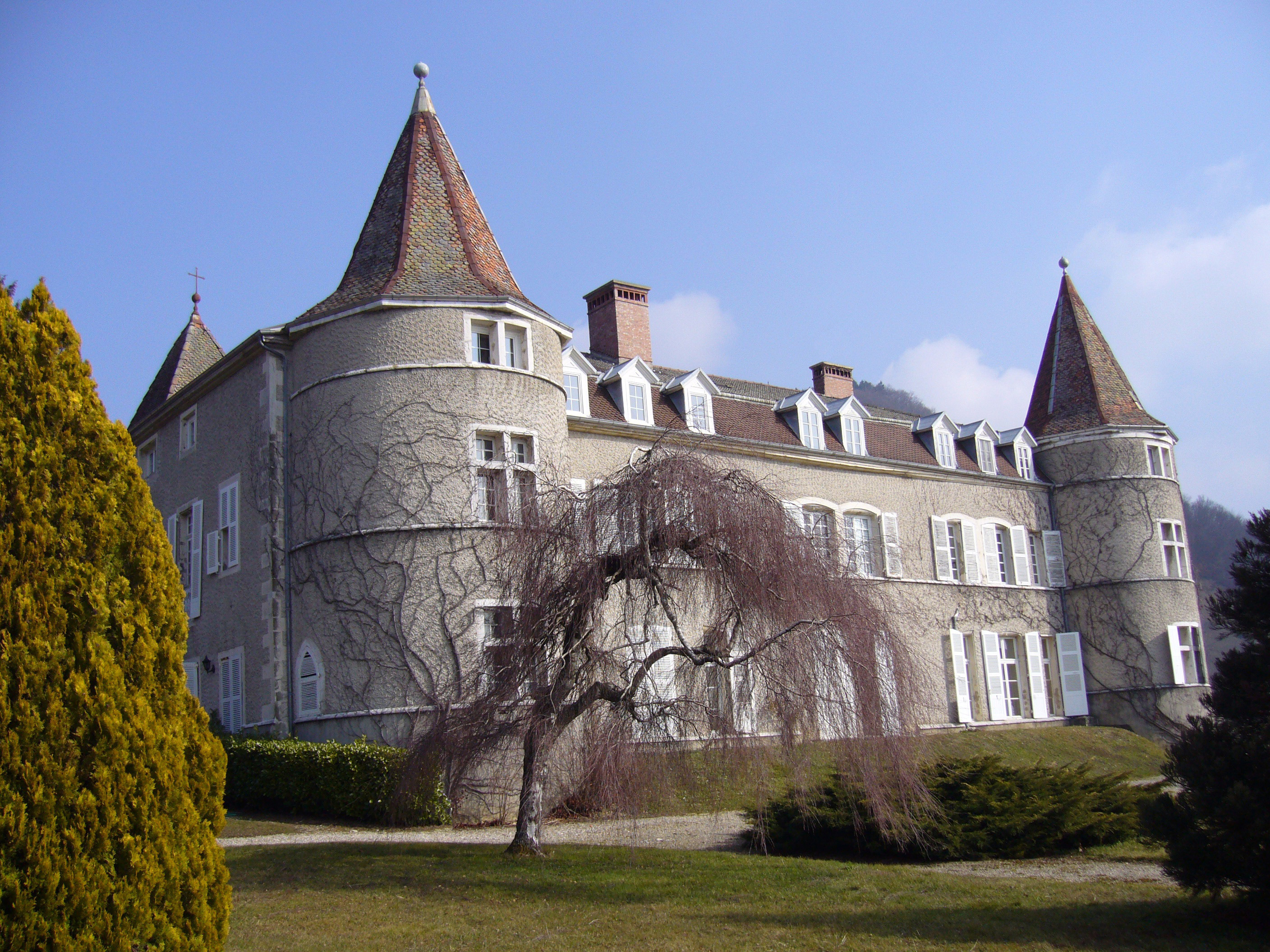
Château de Hautefort